# Пружна податливість гірничого кріплення
Пружна податливість гірничого кріплення (рос. упругая податливость крепления, англ. resilient pliability (yield-ing) of a casing, нім. elastische (federnde) Nachgiebigkeit f des Ausbaus) — податливість жорсткого кріплення до початку непружних деформацій матеріалу, яка відповідає нормативному стану жорсткого кріплення й має дуже обмежену величину (відповідно до границі пластичності матеріалу).
У гідравлічних стояках довжина стояка змінюється за рахунок стиснення рідини та деформації стінок циліндра, а також висувної частини.